# Пірвелі Балда
Пірвелі Балда (груз. პირველი ბალდა) — село в Грузії.
За даними перепису населення 2014 року в селі проживає 150 особи.